# Ciceu (gmina)
Ciceu – gmina w Rumunii, w okręgu Harghita. Obejmuje miejscowości Ciaracio i Ciceu. W 2011 roku liczyła 2679 mieszkańców.
Gmina została utworzona w 2004 roku poprzez wydzielenie z gminy Siculeni.